# OTs-02 Kiparis
OTs-02 Kiparis (tiếng Nga:ОЦ-02 «Кипарис») hay TKB-0217 (ТКБ-0217) là loại súng tiểu liên được thiết kế và phát triển năm 1970 tại TSKIB SOO (một phần của Konstruktorskoe Buro Priborostroeniya (Конструкторское бюро приборостроения)) theo yêu cầu của quân đội Liên Xô. Nhưng tại thời điểm đó loại súng này không được thông qua để đưa vào phục vụ và dự án đóng băng cho đến những năm 1990 thì mới được tái khởi động lại theo yêu cầu của Bộ nội vụ Nga để tạo ra một loại súng hỗ trợ cho lực lượng cảnh sát. Loại súng này đã được thông qua và đưa vào phục vụ trong lực lượng cảnh sát và nhiều đội đặc nhiệm của Nga trong đó có cả OMON và SOBR.

## Thiết kế
OTs-02 Kiparis sử dụng cơ chế nạp đạn blowback với cơ chế điểm hỏa bình thường và bắn khi bolt đóng để tăng độ chính xác. Nút khóa an toàn cũng là nút chọn chế độ bắn nằm phía bên trái của súng, nó có hai chế độ bắn là từng viên và tự động.
Súng được lằm bằng các mảnh thép ép và hộp đạn gắn phía trước cò súng. OTs-02 sử dụng hộp đạn thẳng 20 đến 30 viên với loại đạn 9x18mm Makarov, nó có thể bắn loại 57-N-181S hay loại mạnh hơn là 57-N-181SM. Báng súng có thể gấp lên trên khi không cần thiết để tiết kiệm không gian. Loại súng này có thể gắn thêm ống hãm thanh cũng như hệ thống nhắm điểm đỏ hay hệ thống nhắm laser.